# Șomaj structural
Șomajul structural este o formă de șomaj cauzată de o nepotrivire între abilitățile pe care muncitorii din economie le pot oferi și abilitățile cerute de la muncitori de către angajatori (cunoscută și sub denumirea de decalaj de competențe). Șomajul structural este adesea cauzat de schimbări tehnologice care fac deprinderile profesionale ale multor lucrători învechite. Șomajul structural este adesea cauzat de schimbări tehnologice care fac deprinderile profesionale ale multor lucrători învechite.
Șomajul structural este una dintre mai multe categorii majore de șomaj deosebită de economiști, inclusiv șomajul de fricțiune, șomajul ciclic, șomajul involuntar și șomajul clasic.
Deoarece necesită migrație sau recalificare, șomajul structural poate fi pe termen lung și poate fi redus lent.